# Телегинский сельсовет (Липецкая область)
Телегинский сельсове́т — сельское поселение в Становлянском районе Липецкой области. 
Административный центр — село Тростное.

## История
В соответствии с законами Липецкой области №114-оз от 02.07.2004 и №126-оз от 23.09.2004 сельсовет наделён статусом сельского поселения, установлены границы муниципального образования.

## Население
| 2010  | 2012  | 2013  | 2014  | 2015  | 2016  | 2017  |
| ----- | ----- | ----- | ----- | ----- | ----- | ----- |
| 1348  | ↘1342 | ↘1334 | ↗1353 | ↗1364 | ↗1368 | ↘1335 |
| 2018  | 2021  |       |       |       |       |       |
| ↘1325 | ↗1462 |       |       |       |       |       |

## Состав сельского поселения
| № | Населённый пункт  | Тип населённого пункта       | Население |
| - | ----------------- | ---------------------------- | --------- |
| 1 | Агеевка           | деревня                      | 10        |
| 2 | Бунино            | деревня                      | 31        |
| 3 | Новоалександровка | деревня                      | 8         |
| 4 | Поддолгое         | деревня                      | 15        |
| 5 | Подхорошее        | деревня                      | 72        |
| 6 | Субочево          | деревня                      | 10        |
| 7 | Телегино          | село                         | 475       |
| 8 | Тростное          | село, административный центр | 727       |